# Joakim Soria
Pour les articles homonymes, voir Soria (homonymie).
Joakim Agustín Soria Ramos (né le 18 mai 1984 à Monclova, Coahuila, Mexique) est un lanceur de relève droitier des Diamondbacks de l'Arizona en Ligue majeure de baseball. 
Surnommé le Mexicutioner, il est stoppeur lors de son premier passage chez les Royals de Kansas City, avec qui il évolue de 2007 à 2011. Il est sélectionné pour le match des étoiles en 2008 et 2010. Il évolue par la suite pour les Rangers du Texas, les Tigers de Détroit et les Pirates de Pittsburgh avant de revenir à Kansas City en 2016.
Membre de l'équipe du Mexique, il prend part à la Classique mondiale de baseball 2009 et à la Classique mondiale de baseball 2017.

## Carrière

### Royals de Kansas City

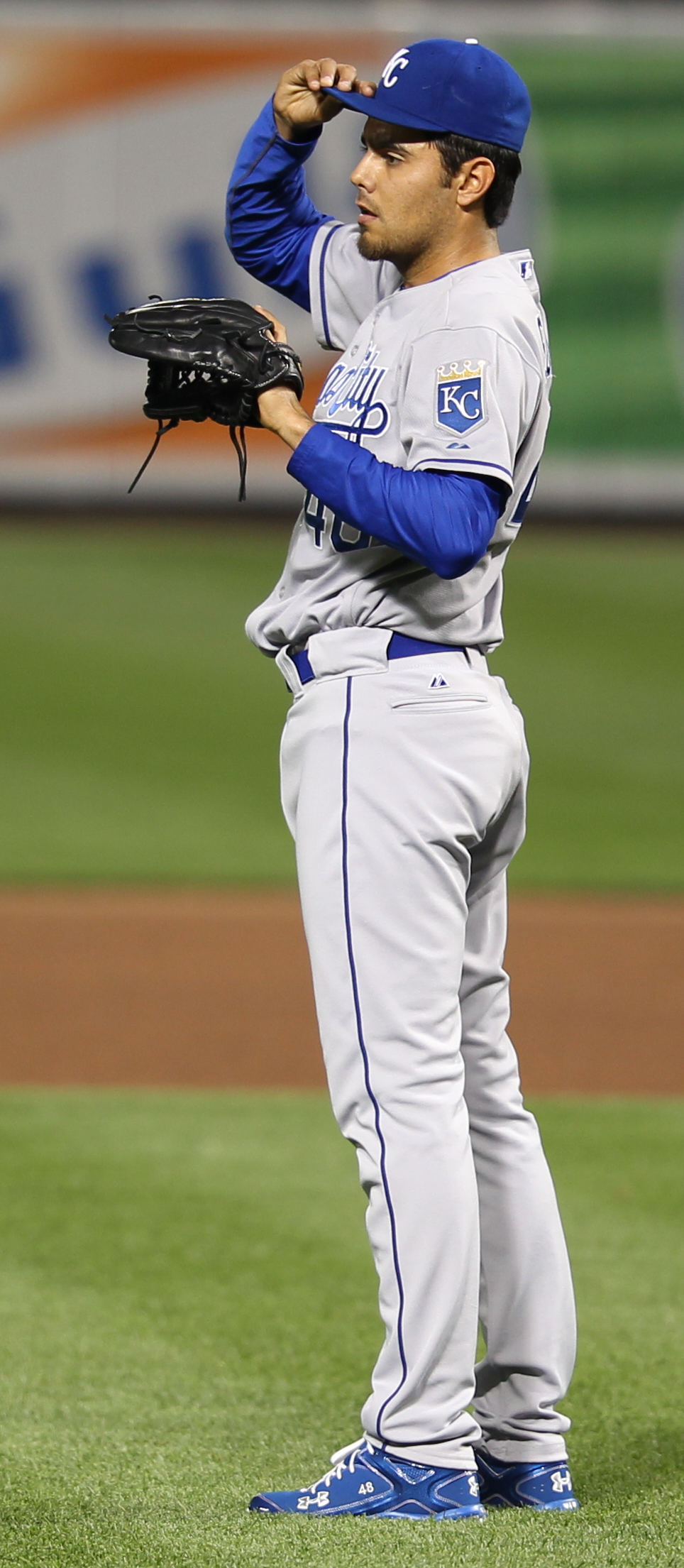
Joakim Soria en 2011 avec les Royals de Kansas City.

Joakim Soria est recruté en 2001 comme agent libre amateur par les Dodgers de Los Angeles. Il prend part à quatre parties avec GCL Dodgers (R) en 2002. Libéré par les Dodgers en 2004, Soria évolue en 2005 et 2006 avec les Diablos Rojos del México en Ligue mexicaine de baseball pendant l'été et avec les Yaquis de Obregón en Ligue mexicaine du Pacifique durant l'hiver. Soria lance un match parfait avec Yaquis le 9 décembre 2006.
Signé par les Padres de San Diego le 20 décembre 2005, Soria fait également sept apparitions en 2006 avec les Fort Wayne Wizards (A), club affilié aux Padres.
Soria rejoint les Royals de Kansas City le 7 décembre 2006 via le repêchage de la règle 5. Il fait ses débuts en Ligue majeure avec les Royals le 4 avril 2007.
Au terme d'une bonne première saison au plus haut niveau avec 17 sauvetages et une moyenne de points mérités de 2,48, Soria termine septième au vote désignant la meilleure recrue en Ligue américaine.
Soria confirme en 2008 en signant une série de 13 sauvetages consécutifs en ouverture de la saison. stoppeur désormais confirmé, il est sélectionné pour le match des étoiles en juillet 2008.
Membre de l'équipe du Mexique, il prend part à la Classique mondiale de baseball 2009 qui se tient avant l'ouverture de la saison 2009. Soria joue deux manches sur deux rencontres sans concéder de points.
Il signe 42 sauvetages en 2008, pour le deuxième rang dans la Ligue américaine derrière le recordman Francisco Rodriguez et le troisième rang dans les majeures, et affiche une moyenne de points mérités de seulement 1,60. 
En 2009, Soria 30 sauvetages (sur 33 possibles) avec une moyenne de 2,21.
En 2010, il abaisse sa moyenne de points mérités à 1,78 et réussit son sommet en carrière de 43 sauvetages, le second plus haut total de l'Américaine et le quatrième meilleur des majeures.
La saison 2011 est beaucoup plus difficile. Sa moyenne fait un bond et atteint 4,03 points mérités par partie en 60 manches et un tiers lancées. Il compte 28 sauvetages, son plus faible total depuis 2007.
Fin mars 2012, à quelques jours de la conclusion de l'entraînement de printemps, une mauvaise nouvelle attend Soria et les Royals : le stoppeur étoile doit subir une opération au coude et ratera toute la saison qui s'amorce.
Après un an d'inactivité, Soria quitte les Royals. À deux reprises, avec ses saisons de 42 et 43 sauvetages, il frôle le record d'équipe de 45 en une année détenu par Dan Quisenberry (1983) et Jeff Montgomery (1993). Il quitte Kansas City avec une moyenne de points mérités de 2,40 et 341 retraits sur des prises en 315 manches et un tiers lancées, en plus de 160 sauvetages en cinq saisons, ce qui le place troisième dans l'histoire de la franchise derrière Montgomery (304) et Quisenberry (238).

### Rangers du Texas

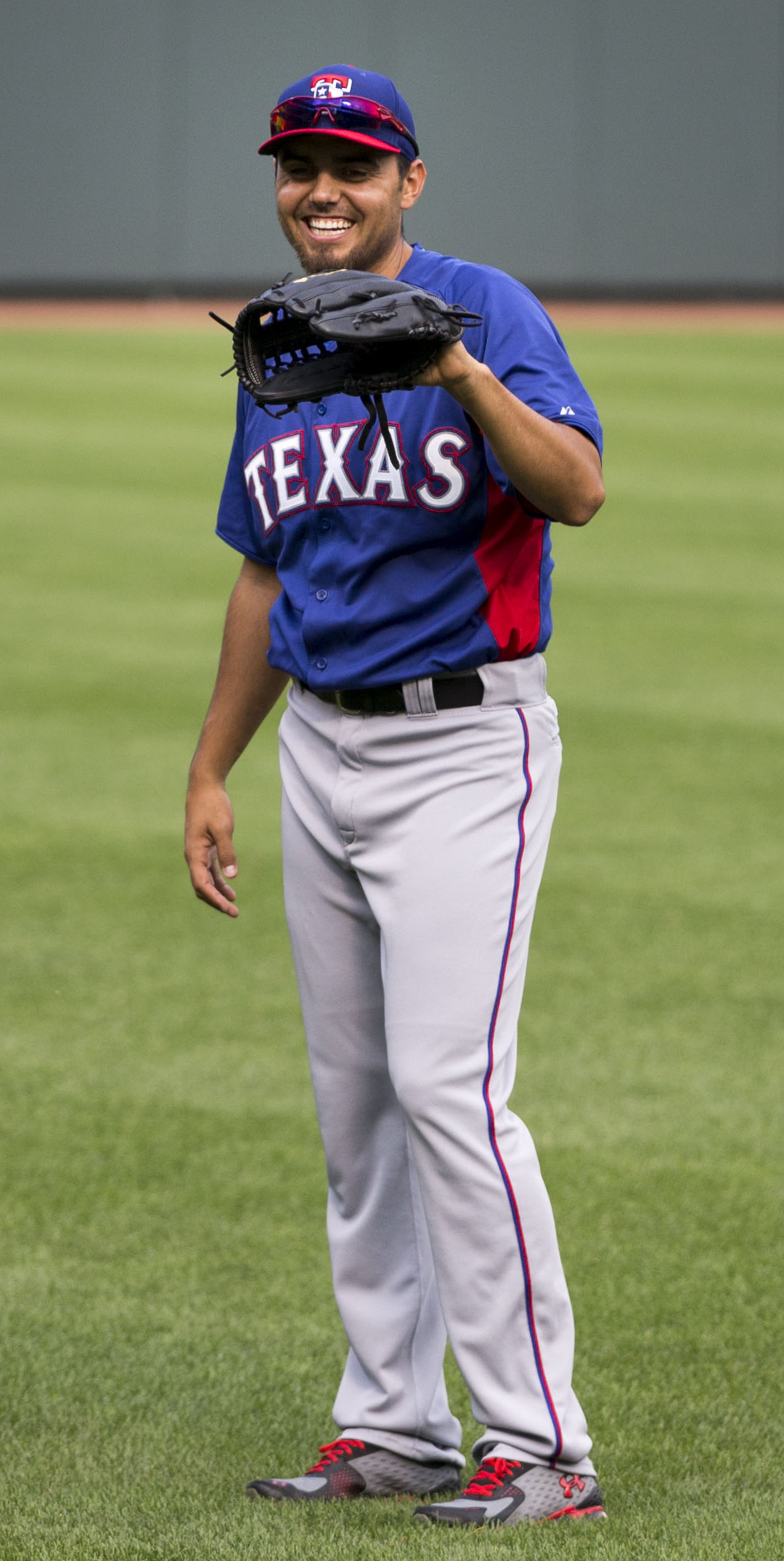
Joakim Soria en 2013 avec les Rangers du Texas.

Le 5 décembre 2012, Joakim Soria signe un contrat de deux saisons avec les Rangers du Texas.
Intéressé à représenter le Mexique à la Classique mondiale de baseball 2013, Soria rate le rendez-vous car il récupère d'une blessure. 

### Tigers de Détroit
Le 23 juillet 2014, les Rangers du Texas échangent Joakim Soria aux Tigers de Détroit contre les lanceurs droitiers Corey Knebel et Jake Thompson. Après 13 matchs joués pour les Tigers, il termine sa saison 2014 avec une moyenne de points mérités de 3,25 et 18 sauvetages en 37 matchs et 44 manches et un tiers lancées au total pour Texas et Détroit.
Stoppeur des Tigers en 2015, Soria se ressaisit de belle façon et offre ses meilleures performances depuis des années. En 43 apparitions et 41 manches lancées, il réalise 23 sauvetages et présente une moyenne de points mérités de 2,85. Mais les Tigers ne croyant plus en leurs chances de se qualifier pour les séries éliminatoires à l'approche de la date limite des échanges, ils décident de s'en départir.

### Pirates de Pittsburgh
Le 30 juillet 2015, les Tigers de Détroit échangent Joakim Soria aux Pirates de Pittsburgh contre le joueur d'arrêt-court des ligues mineures Jacoby Jones.

### Retour à Kansas City
Le 10 décembre 2015, Soria rejoint sa première équipe, les Royals de Kansas City, avec qui il signe un contrat de 25 millions de dollars pour 3 saisons.
Soria joue pour le Mexique à la Classique mondiale de baseball 2017.

### White Sox de Chicago
Dans une transaction impliquant trois clubs le 4 janvier 2018, Soria est échangé des Royals aux Dodgers de Los Angeles, puis aux White Sox de Chicago.

## Statistiques
| Saison | Équipe      | G   | GS | CG | SHO | V | D  | SV  | IP    | SO  | ERA  |
| ------ | ----------- | --- | -- | -- | --- | - | -- | --- | ----- | --- | ---- |
| 2007   | Kansas City | 62  | 0  | 0  | 0   | 2 | 3  | 17  | 69.0  | 75  | 2,48 |
| 2008   | Kansas City | 63  | 0  | 0  | 0   | 2 | 3  | 42  | 67.1  | 66  | 1,60 |
| 2009   | Kansas City | 47  | 0  | 0  | 0   | 3 | 2  | 30  | 53.0  | 69  | 2,21 |
| 2010   | Kansas City | 66  | 0  | 0  | 0   | 1 | 2  | 43  | 65.2  | 71  | 1,78 |
| Totaux | Totaux      | 238 | 0  | 0  | 0   | 8 | 10 | 132 | 255.0 | 281 | 2,01 |

Note: G = Matches joués ; GS = Matches comme lanceur partant ; CG = Matches complets ; SHO = Blanchissages ; 
V = Victoires ; D = Défaites ; SV = Sauvetages ; IP = Manches lancées ; SO = retraits sur des prises ; ERA = Moyenne de points mérités.